# جایزه بین‌المللی سیمون بولیوار
جایزه بین‌المللی سیمون بولیوار، این جایزه در به رسمیت شناختن فعالیت‌های شایسته برجسته‌ای است که مطابق با آرمان‌های قهرمان استقلال آمریکای لاتین سیمون بولیوار، و منطبق با شعار «کمک به آزادی، استقلال و عزت مردم و تقویت نظم اقتصادی، اجتماعی و فرهنگی جدید بین‌المللی» باشد.
این جایزه توسط سازمان آموزشی، علمی و فرهنگی ملل متحد (یونسکو) هر دوسال، در تاریخ ۲۴ ژوئیه (سالگرد تولد بولیوار) اهدا می‌شود. علاوه بر وجه باطنی و معنوی، این جایزه با مبلغی (در حال حاضر ۲۵۰۰۰ دلار آمریکا) تعیین شده و توسط دولت ونزوئلا اهدا می‌شود.

## برندگان
افراد و سازمانهای زیر از زمان آغاز طرح در سال ۱۹۸۳ توسط جایزه بین‌المللی سیمون بولیوار شناخته شده‌اند:
| سال  | گیرنده                                   | کشور                        |
| ---- | ---------------------------------------- | --------------------------- |
| ۱۹۸۳ | خوان کارلوس اول نلسون ماندلا             | اسپانیا آفریقای جنوبی       |
| ۱۹۸۵ | گروه کنتادورا                            | کلمبیا مکزیک پاناما ونزوئلا |
| ۱۹۸۸ | سازمان نایب السلطنه                      | شیلی                        |
| ۱۹۹۰ | واتسلاف هاول                             | چکسلواکی                    |
| ۱۹۹۲ | آنگ سان سوچیژولیوس نایرره                | برمه تانزانیا               |
| ۱۹۹۶ | محمد یونس                                | بنگلادش                     |
| ۱۹۹۸ | ماریو سوارزمیلاد حنا                     | پرتغال مصر                  |
| ۲۰۰۰ | ساموئل رویز گارسیاخولیو سانگوینتی        | مکزیک اروگوئه               |
| ۲۰۰۴ | نادیا الجوردی نواحی سازمان خانه آمریکایی | لبنان کوبا                  |